# (13330) Dondavis
(13330) Dondavis (1998 SM46) – planetoida z grupy pasa głównego asteroid okrążająca Słońce w ciągu 5,47 lat w średniej odległości 3,1 j.a. Odkryta 25 września 1998 roku.